# Бермешев
Бермешев (укр. Бермешів) — село в Локачинской поселковой общине Владимирского района Волынской области Украины.
До 2020 года входило в Локачинский район.
Код КОАТУУ — 0722482203. Население по переписи 2001 года составляет 183 человека. Почтовый индекс — 45531. Телефонный код — 3374. Занимает площадь 0,715 км².